# یوزو فوناکوشی
یوزو فوناکوشی (انگلیسی: Yuzo Funakoshi؛ زادهٔ ۱۲ ژوئن ۱۹۷۷) بازیکن فوتبال اهل ژاپن است.
از باشگاه‌هایی که در آن بازی کرده‌است می‌توان به باشگاه فوتبال توکیو وردی، باشگاه فوتبال گامبا اوساکا، و باشگاه فوتبال آلبیرکس نیگاتا اشاره کرد.
وی همچنین در تیم ملی فوتبال زیر ۱۷ سال ژاپن بازی کرده‌است.